# Prîșîb, Vasîlkivka
Prîșîb (în ucraineană Пришиб) este un sat în comuna Debalțeve din raionul Vasîlkivka, regiunea Dnipropetrovsk, Ucraina.

## Demografie
Componența lingvistică a localității Prîșîb
     Ucraineană (96,59%)
     Rusă (3,41%)
Conform recensământului din 2001, majoritatea populației localității Prîșîb era vorbitoare de ucraineană (96,59%), existând în minoritate și vorbitori de rusă (3,41%).